# Narycia
Narycia is een geslacht van vlinders van de familie van de zakjesdragers (Psychidae).

## Soorten
- N. acharis Meyrick, 1920
- N. adspersella (Heinemann, 1870)
- N. antibatis Meyrick, 1926
- N. astrella (Herrich-Schäffer, 1851)
- N. berecynthia Meyrick, 1931
- N. centropa Meyrick, 1922
- N. certificata (Meyrick, 1918)
- N. chlorocitra Meyrick, 1934
- N. cineracea (Meyrick, 1914)
- N. colocynthia (Meyrick, 1916)
- N. copiosa Meyrick, 1921
- N. crocodilitis Meyrick, 1930
- N. crocotricha (Meyrick, 1910)
- N. duplicella (Goeze, 1783) - Poederzakdrager
- N. ennomopis Meyrick, 1934
- N. epibyrsa Meyrick, 1922
- N. epomias Meyrick, 1921
- N. eunomopis Meyrick, 1934
- N. exalbida Meyrick, 1920
- N. fumicoma Meyrick, 1922
- N. galactodes (Meyrick, 1915)
- N. galerita (Meyrick, 1911)
- N. garrula Meyrick, 1934
- N. herminata (Geoffroy, 1785)
- N. infernalis Herrmann, 1986
- N. isoxantha Meyrick, 1920
- N. luteomaculosa Sobczyk, 2019
- N. malacodepta Meyrick, 1933
- N. marmarurga (Meyrick, 1907)
- N. maschukella Zagulajev, 1994
- N. maurella (Walker, 1863)
- N. mesogypsa Meyrick, 1932
- N. metacentra (Meyrick, 1907)
- N. mixoscia Meyrick, 1922
- N. monilifera (Geoffroy, 1785)
- N. negligata Diakonoff, 1955
- N. nephelocrana Meyrick, 1933
- N. nigricoma Meyrick, 1927
- N. nubilosa Meyrick, 1920
- N. obserata Meyrick, 1919
- N. ostracophanes Meyrick, 1938
- N. peregrina (Meyrick, 1919)
- N. petrodoxa Meyrick, 1923
- N. plana Meyrick, 1919
- N. platyzona (Meyrick, 1905)
- N. prothyrodes Meyrick, 1921
- N. psammogona Meyrick, 1931
- N. ranularis Meyrick, 1922
- N. renovata Meyrick, 1922
- N. reticulata Ghesquière, 1940
- N. saccharata (Meyrick, 1914)
- N. scelerata Meyrick, 1919
- N. sciombra Meyrick, 1933
- N. sciomochla Meyrick, 1928
- N. subaenea Meyrick, 1921
- N. tarkitavica Zagulajev, 1993
- N. terricola (Meyrick, 1915)
- N. thlipsias (Meyrick, 1915)
- N. toxophragma Meyrick, 1937
- N. transvaalicola Strand, 1929
- N. trifasciana (Walker, 1863)
- N. xylonitis Meyrick, 1935

### Status onduidelijk
- N. prolidias Lower, 1903